# Occupy Wall Street
Az Occupy Wall Street (OWS) (magyarul: Foglaljuk el a Wall Streetet!) egyesült államokbeli antikapitalista mozgalom 2011. szeptember 17-én indult el a New York-i Zucotti Parkból, ami a Wall Street közelében helyezkedik el. A mozgalom később akciói által nemzetközi hírnevet szerzett, és Occupy movement néven határokon túlnyúló kezdeményezéssé nőtte ki magát, ami a világban jelen lévő szociális és bevételi különbségek ellen küzd.
A kanadai Adbusters fogyasztásellenes, természetvédő folyóirat kezdeményezte az első tüntetést. 
Az Occupy Wall Street által felvetett fő problémák a társadalmi egyenlőtlenség, a korrupció és a gazdasági szereplők hatalmas politikai hatalma volt. Az OWS mottója, miszerint „Mi vagyunk a 99%” az USA-ban létező hatalmas pénzügyi különbségre utal a leggazdagabb 1% és a társadalom többi része között. Céljaik elérése érdekében a tüntetők közösen hozták meg a döntéseiket általános gyűléseiken, amik sokszor a hivatalokhoz küldött petíciókhoz vezetett.
A tüntetőket 2011. november 15-én kiszorították a Zuccotti Parkból, így ők ezután bankok, üzleti negyedek, kilakoltatandó házak és egyetemi kampuszok elfoglalásával folytatták a tevékenységüket.
2012. december 19-én Naomi Wolf, a The Guardian című folyóirat újságírója bemutatott olyan dokumentumokat, amik szerint az FBI és a DHS megfigyelték a tüntetőket terrorizmus veszélyére hivatkozva, a mozgalom békés jellege ellenére. A The New York Times 2014-ben arról tudósított, hogy országszerte számos OWS-szervezetet lehallgattak és beszivárogtak közéjük. 

## Fordítás
- Ez a szócikk részben vagy egészben  az   Occupy Wall Street című angol Wikipédia-szócikk ezen változatának fordításán alapul.  Az eredeti cikk szerkesztőit annak laptörténete sorolja fel. Ez a jelzés csupán a megfogalmazás eredetét és a szerzői jogokat jelzi, nem szolgál a cikkben szereplő információk forrásmegjelöléseként.